# Wideografia Madonny
Wideografia Madonny – dyskografia amerykańskiej piosenkarki popowej Madonny w zakresie wydawnictw wideo. Lista obejmuje 84 teledyski, 11 albumów koncertowych, 2 wydania filmów dokumentalnych, 4 kompilacje teledysków, 2 box sety, 4 albumy promocyjne i 4 single wideo.
Artykuł zawiera informacje o datach premiery, wytwórniach muzycznych i nośnikach, a także reżyserach teledysków. Wymienione zostały także najwyższe pozycje na listach sprzedaży i certyfikaty na 10 terytoriach: w Stanach Zjednoczonych (USA), Australii (AUS), Francji (FRA), Niemczech (GER), Holandii (NLD), Hiszpanii (SPA), Szwecji (SWE), Szwajcarii (SWI), Wielkiej Brytanii (UK) i Polsce (POL).

## Teledyski
| Rok  | Tytuł                                                                                  | Reżyseria                      | Źr.           |
| ---- | -------------------------------------------------------------------------------------- | ------------------------------ | ------------- |
| 1982 | „Everybody”                                                                            | Ed Steinberg                   | [ 1 ] [ 2 ]   |
| 1983 | „Burning Up”                                                                           | Steve Barron                   | [ 1 ] [ 3 ]   |
| 1984 | „Holiday”                                                                              | —                              | [ 4 ]         |
| 1984 | „Lucky Star”                                                                           | Arthur Pierson                 | [ 1 ] [ 5 ]   |
| 1984 | „Borderline”                                                                           | Mary Lambert                   | [ 1 ] [ 6 ]   |
| 1984 | „Like a Virgin”                                                                        | Mary Lambert                   | [ 1 ] [ 7 ]   |
| 1985 | „Material Girl”                                                                        | Mary Lambert                   | [ 1 ] [ 8 ]   |
| 1985 | „Crazy for You”                                                                        | Harold Becker                  | [ 1 ] [ 9 ]   |
| 1985 | „Angel”                                                                                | —                              | [ 10 ]        |
| 1985 | „Gambler”                                                                              | Harold Becker                  | [ 1 ] [ 9 ]   |
| 1985 | „Into the Groove”                                                                      | Susan Seidelman                | [ 1 ]         |
| 1986 | „Live to Tell”                                                                         | James Foley                    | [ 11 ] [ 12 ] |
| 1986 | „Papa Don’t Preach”                                                                    | James Foley                    | [ 11 ] [ 13 ] |
| 1986 | „True Blue”                                                                            | James Foley                    | [ 11 ] [ 14 ] |
| 1986 | „Open Your Heart”                                                                      | Jean-Baptiste Mondino          | [ 15 ] [ 16 ] |
| 1987 | „La Isla Bonita”                                                                       | Mary Lambert                   | [ 17 ]        |
| 1987 | „Who’s That Girl”                                                                      | Peter Rosenthal                | [ 18 ]        |
| 1989 | „Like a Prayer”                                                                        | Mary Lambert                   | [ 19 ] [ 20 ] |
| 1989 | „Express Yourself”                                                                     | David Fincher                  | [ 21 ]        |
| 1989 | „Cherish”                                                                              | Herb Ritts                     | [ 22 ]        |
| 1989 | „Oh Father”                                                                            | David Fincher                  | [ 23 ]        |
| 1989 | „Dear Jessie”                                                                          | Derek Hayes                    | [ 10 ]        |
| 1990 | „Vogue”                                                                                | David Fincher                  | [ 24 ] [ 25 ] |
| 1990 | „Justify My Love”                                                                      | Jean-Baptiste Mondino          | [ 26 ]        |
| 1992 | „This Used to Be My Playground”                                                        | Alek Keshishian                | [ 27 ]        |
| 1992 | „Erotica”                                                                              | Fabien Baron                   | [ 28 ]        |
| 1992 | „Deeper and Deeper”                                                                    | Bobby Woods                    | [ 29 ]        |
| 1993 | „Bad Girl”                                                                             | David Fincher                  | [ 30 ]        |
| 1993 | „Fever”                                                                                | Stéphane Sednaoui              | [ 31 ]        |
| 1993 | „Rain”                                                                                 | Mark Romanek                   | [ 32 ]        |
| 1994 | „I’ll Remember”                                                                        | Alek Keshishian                | [ 33 ]        |
| 1994 | „Secret”                                                                               | Melodie McDaniel               | [ 34 ]        |
| 1994 | „Take a Bow”                                                                           | Michael Haussman               | [ 35 ]        |
| 1995 | „Bedtime Story”                                                                        | Mark Romanek                   | [ 36 ]        |
| 1995 | „Human Nature”                                                                         | Jean-Baptiste Mondino          | [ 36 ]        |
| 1995 | „I Want You” (z Massive Attack)                                                        | Earle Sebastian                | [ 36 ]        |
| 1995 | „You’ll See” / „Veras”                                                                 | Michael Haussman               | [ 35 ]        |
| 1996 | „Love Don’t Live Here Anymore”                                                         | Jean-Baptiste Mondino          | [ 37 ]        |
| 1996 | „You Must Love Me”                                                                     | Alan Parker                    | [ 9 ]         |
| 1998 | „Frozen”                                                                               | Chris Cunningham               | [ 38 ]        |
| 1998 | „Ray of Light”                                                                         | Jonas Åkerlund                 | [ 35 ]        |
| 1998 | „Drowned World/Substitute for Love”                                                    | Walter Stern                   | [ 30 ]        |
| 1998 | „The Power of Good-Bye”                                                                | Matthew Rolston                | [ 39 ]        |
| 1999 | „Nothing Really Matters”                                                               | Johan Renck                    | [ 40 ]        |
| 1999 | „Beautiful Stranger”                                                                   | Brett Ratner                   | [ 41 ]        |
| 2000 | „American Pie”                                                                         | Philipp Stölzl                 | [ 42 ]        |
| 2000 | „Music”                                                                                | Jonas Åkerlund                 | [ 43 ]        |
| 2000 | „Don’t Tell Me”                                                                        | Jean-Baptiste Mondino          | [ 44 ]        |
| 2001 | „What It Feels Like for a Girl”                                                        | Guy Ritchie                    | [ 45 ]        |
| 2002 | „Die Another Day”                                                                      | Traktor                        | [ 46 ]        |
| 2003 | „American Life” (wersja pierwsza, niewydana do 2023)                                   | Jonas Åkerlund                 | [ 47 ] [ 48 ] |
| 2003 | „American Life” (wersja druga)                                                         | Jonas Åkerlund                 | [ 49 ]        |
| 2003 | „Hollywood”                                                                            | Jean-Baptiste Mondino          | [ 50 ]        |
| 2003 | „Me Against the Music” (Britney Spears, gościnnie: Madonna)                            | Paul Hunter                    | [ 51 ]        |
| 2004 | „Love Profusion”                                                                       | Luc Besson                     | [ 52 ]        |
| 2005 | „Hung Up”                                                                              | Johan Renck                    | [ 53 ]        |
| 2006 | „Sorry”                                                                                | Jamie King                     | [ 54 ]        |
| 2006 | „Get Together”                                                                         | Eugene Riecansky               | [ 55 ]        |
| 2006 | „Jump”                                                                                 | Jonas Åkerlund i Brett Capseed | [ 56 ]        |
| 2007 | „Hey You”                                                                              | Madonna i Johan Söderberg      | [ 57 ]        |
| 2008 | „4 Minutes” (gościnnie: Justin Timberlake i Timbaland)                                 | Jonas & François               | [ 58 ]        |
| 2008 | „Give It 2 Me”                                                                         | Tom Munro i Nathan Rissman     | [ 59 ]        |
| 2009 | „Celebration”                                                                          | Jonas Åkerlund                 | [ 60 ]        |
| 2009 | „Miles Away”                                                                           | Nathan Rissman                 | [ 61 ]        |
| 2012 | „Give Me All Your Luvin’” (gościnnie: Nicki Minaj i M.I.A.)                            | Megaforce                      | [ 62 ]        |
| 2012 | „Girl Gone Wild”                                                                       | Mert and Marcus                | [ 63 ]        |
| 2012 | „Turn Up the Radio”                                                                    | Tom Munro                      | [ 64 ]        |
| 2015 | „Living for Love”                                                                      | J.A.C.K.                       | [ 65 ]        |
| 2015 | „Ghosttown”                                                                            | Jonas Åkerlund                 | [ 66 ]        |
| 2015 | „Bitch I’m Madonna” (gościnnie: Nicki Minaj)                                           | Jonas Åkerlund                 | [ 67 ]        |
| 2019 | „Medellín” (z Malumą)                                                                  | Diana Kunst i Mau Morgó        | [ 68 ]        |
| 2019 | „Crave” (ze Swae Lee)                                                                  | Nuno Xico                      | [ 69 ]        |
| 2019 | „Dark Ballet”                                                                          | Emmanuel Adjei                 | [ 70 ]        |
| 2019 | „God Control”                                                                          | Jonas Åkerlund                 | [ 71 ]        |
| 2019 | „I Rise”                                                                               | Peter Matkiwksy                | [ 72 ] [ 73 ] |
| 2019 | „Batuka”                                                                               | Emmanuel Adjei                 | [ 74 ]        |
| 2020 | „Levitating” (The Blessed Madonna remix) (Dua Lipa, gościnie: Madonna i Missy Elliott) | Will Hooper                    | [ 75 ]        |
| 2022 | „Frozen” (Fireboy DML Remix)                                                           | Ricardo Gomes                  | [ 76 ]        |
| 2022 | „Frozen” (Sickick remix, gościnnie: 070 Shake)                                         | Ryan Drake i Ricardo Gomes     | [ 77 ]        |
| 2022 | „Hung Up on Tokischa” (gościnnie: Tokischa)                                            | Sasha Kasiuha                  | [ 78 ]        |
| 2024 | „Popular” (z The Weekndem i Playboiem Cartim)                                          | Cliqua                         | [ 79 ]        |

### Gościnne występy w teledyskach innych wykonawców
| Rok  | Tytuł                   | Wykonawca          | Reżyseria      | Źr.    |
| ---- | ----------------------- | ------------------ | -------------- | ------ |
| 2018 | „God Is a Woman”        | Ariana Grande      | Dave Meyers    | [ 80 ] |
| 2021 | „Gang Signs”            | Snoop Dogg         | 4rAx           | [ 81 ] |
| 2023 | „Nothing Lasts Forever” | Sevdaliza i Grimes | Willem Kantine | [ 82 ] |

## Albumy wideo

### Albumy koncertowe
| Rok  | Tytuł                            | Informacje wydawnicze | Najwyższe pozycje na listach | Najwyższe pozycje na listach | Najwyższe pozycje na listach | Najwyższe pozycje na listach | Najwyższe pozycje na listach | Najwyższe pozycje na listach | Najwyższe pozycje na listach | Najwyższe pozycje na listach | Najwyższe pozycje na listach | Certyfikaty sprzedaży                                         |
| Rok  | Tytuł                            | Informacje wydawnicze | USA                          | AUS                          | FRA                          | GER                          | NLD                          | SPA                          | SWE                          | SWI                          | UK                           | Certyfikaty sprzedaży                                         |
| ---- | -------------------------------- | --- | ---------------------------- | ---------------------------- | ---------------------------- | ---------------------------- | ---------------------------- | ---------------------------- | ---------------------------- | ---------------------------- | ---------------------------- | ------------------------------------------------------------- |
| 1985 | Madonna Live: The Virgin Tour    | - Data premiery: 13 listopada 1985 - Wytwórnia: Warner Music Video - Nośniki: VHS · Laserdisc                                    | 1                            | –                            | –                            | –                            | –                            | –                            | –                            | –                            | 1                            | - USA: Platyna - AUS: Platyna                                 |
| 1987 | Who’s That Girl: Live in Japan   | - Data premiery: 26 listopada 1987 - Wytwórnie: Warner-Pioneer Japan · Warner Reprise Video - Nośniki: VHS · Laserdisc           | –                            | –                            | –                            | –                            | –                            | –                            | –                            | –                            | –                            |                                                               |
| 1988 | Ciao Italia: Live from Italy     | - Data premiery: 24 maja 1988 - Wytwórnia: Warner Reprise Video - Nośniki: VHS · Laserdisc · DVD · VCD                           | 1                            | –                            | –                            | –                            | –                            | 9                            | –                            | –                            | 1                            | - USA: Platyna                                                |
| 1990 | Blond Ambition: Japan Tour 90    | - Data premiery: 25 lipca 1990 - Wytwórnia: Warner-Pioneer Japan - Nośniki: VHS · Laserdisc                                      | –                            | –                            | –                            | –                            | –                            | –                            | –                            | –                            | –                            |                                                               |
| 1990 | Blond Ambition World Tour Live   | - Data premiery: 13 grudnia 1990 - Wytwórnia: Pioneer Artists - Nośnik: Laserdisc                                                | 2                            | –                            | –                            | –                            | –                            | –                            | 17                           | –                            | –                            |                                                               |
| 1994 | The Girlie Show: Live Down Under | - Data premiery: 26 kwietnia 1994 - Wytwórnie: Warner Reprise Video · Warner Music Vision - Nośniki: VHS · DVD · Laserdisc · VCD | 3                            | –                            | –                            | –                            | –                            | 8                            | –                            | –                            | 1                            | - USA: Złoto - AUS: 3× Platyna - UK: Platinum                 |
| 2001 | Drowned World Tour 2001          | - Data premiery: 13 listopada 2001 - Wytwórnie: Warner Reprise Video · Warner Music Vision - Nośniki: VHS · DVD · VCD            | 1                            | 4                            | –                            | –                            | 1                            | 5                            | 3                            | 6                            | 1                            | - USA: Platyna - AUS: Platyna - FRA: 2× Platyna - UK: Platyna |
| 2007 | The Confessions Tour             | - Data premiery: 26 stycznia 2007 - Wytwórnie: Warner Bros. · Warner Music Vision - Nośniki: CD+DVD · DVD · digital download     | 1                            | 1                            | –                            | –                            | 1                            | 1                            | 1                            | 1                            | –                            | - AUS: Platyna - GER: 2× Platyna - POL: Platyna               |
| 2010 | Sticky & Sweet Tour              | - Data premiery: 26 marca 2010 - Wytwórnia: Warner Bros. - Nośniki: CD+DVD · Blu-ray · Blu-ray+CD · digital download             | 1                            | 3                            | –                            | –                            | –                            | –                            | –                            | –                            | –                            | - AUS: Złoto - GER: Złoto                                     |
| 2013 | MDNA World Tour                  | - Data premiery: 6 września 2013 - Wytwórnie: Live Nation · Interscope - Nośniki: DVD · DVD+2×CD · Blu-ray · digital download    | 1                            | 1                            | 1                            | –                            | 1                            | 1                            | 1                            | 1                            | 1                            | - POL: Złoto                                                  |
| 2017 | Rebel Heart Tour                 | - Data premiery: 15 września 2017 - Wytwórnia: Eagle Vision - Nośniki: DVD · Blu-ray · DVD+CD · Blu-ray+CD · digital download    | 2                            | 1                            | 1                            | 2                            | 1                            | 1                            | 1                            | 1                            | 1                            | - FRA: Platyna                                                |

### Filmy dokumentalne
| Rok  | Tytuł                          | Informacje wydawnicze | Najwyższe pozycje na listach | Najwyższe pozycje na listach | Najwyższe pozycje na listach | Najwyższe pozycje na listach | Najwyższe pozycje na listach | Najwyższe pozycje na listach | Certyfikaty sprzedaży                                  |
| Rok  | Tytuł                          | Informacje wydawnicze | USA                          | AUS                          | NLD                          | SPA                          | SWE                          | UK                           | Certyfikaty sprzedaży                                  |
| ---- | ------------------------------ | --- | ---------------------------- | ---------------------------- | ---------------------------- | ---------------------------- | ---------------------------- | ---------------------------- | ------------------------------------------------------ |
| 1991 | Madonna: Truth or Dare         | - Data premiery: 9 października 1991 - Wytwórnia: LIVE - Nośniki: VHS · Laserdisc · VCD · DVD · Blu-ray                        | 6                            | –                            | –                            | –                            | –                            | 6                            | - GER: Złoto - UK: Platyna                             |
| 2006 | I’m Going to Tell You a Secret | - Data premiery: 20 czerwca 2006 - Wytwórnia: Warner Bros. · Warner Music Vision - Nośniki: CD+DVD · DVD+CD · digital download | 1                            | 1                            | 2                            | 1                            | 1                            | 1                            | - AUS: Platyna - GER: Złoto - SPA: Platyna - UK: Złoto |

### Kompilacje teledysków
| Rok  | Tytuł                             | Informacje wydawnicze | Najwyższe pozycje na listach | Najwyższe pozycje na listach | Najwyższe pozycje na listach | Najwyższe pozycje na listach | Najwyższe pozycje na listach | Najwyższe pozycje na listach | Najwyższe pozycje na listach | Certyfikaty sprzedaży                                           |
| Rok  | Tytuł                             | Informacje wydawnicze | USA                          | AUS                          | NLD                          | SPA                          | SWE                          | SWI                          | UK                           | Certyfikaty sprzedaży                                           |
| ---- | --------------------------------- | --- | ---------------------------- | ---------------------------- | ---------------------------- | ---------------------------- | ---------------------------- | ---------------------------- | ---------------------------- | --------------------------------------------------------------- |
| 1984 | Madonna                           | - Data premiery: listopad 1984 - Wytwórnia: Warner Music Video - Nośniki: VHS · Laserdisc                                         | 1                            | –                            | –                            | –                            | –                            | –                            | 1                            | - USA: Platyna - AUS: Platyna                                   |
| 1990 | The Immaculate Collection         | - Data premiery: 13 listopada 1990 - Wytwórnie: Warner Reprise Video · Warner Music Vision - Nośniki: VHS · Laserdisc · DVD · VCD | 1                            | –                            | –                            | –                            | –                            | –                            | 1                            | - USA: 3× Platyna - AUS: 3× Platyna - GER: Złoto - UK: Platinum |
| 1999 | The Video Collection 93:99        | - Data premiery: 9 listopada 1999 - Wytwórnie: Warner Reprise Video · Warner Music Vision - Nośniki: VHS · DVD · VCD              | 3                            | –                            | –                            | 14                           | –                            | –                            | 1                            | - USA: Platyna - UK: 2× Platyna                                 |
| 2009 | Celebration: The Video Collection | - Data premiery: 29 września 2009 - Wytwórnia: Warner Bros. - Nośniki: DVD · digital download                                     | 1                            | 1                            | 1                            | 1                            | 1                            | 1                            | 23                           | - USA: Platyna - AUS: Platyna - FRA: 2× Platyna - POL: Złoto    |

### Box sety
| Rok  | Tytuł                   | Informacje wydawnicze | Najwyższe pozycje na listach | Najwyższe pozycje na listach | Najwyższe pozycje na listach | Certyfikaty sprzedaży    |
| Rok  | Tytuł                   | Informacje wydawnicze | SPA                          | SWI                          | UK                           | Certyfikaty sprzedaży    |
| ---- | ----------------------- | --- | ---------------------------- | ---------------------------- | ---------------------------- | ------------------------ |
| 2000 | The Ultimate Collection | - Zawartość: The Immaculate Collection i The Video Collection 93:99 - Data premiery: 18 września 2000 - Wytwórnie: Warner Reprise Video · Warner Music Vision - Nośniki: 2×VHS · 2×DVD                           | 5                            | 4                            | 4                            | - AUS: Złoto - UK: Złoto |
| 2000 | The Madonna Collection  | - Zawartość: Madonna Live: The Virgin Tour, The Immaculate Collection i The Girlie Show: Live Down Under - Data premiery: wrzesień 2000 - Wytwórnia: Warner Reprise Video · Warner Music Vision - Nośniki: 3×VHS | –                            | –                            | –                            |                          |

### Albumy promocyjne
| Rok  | Tytuł            | Informacje wydawnicze                                                                |
| ---- | ---------------- | ------------------------------------------------------------------------------------ |
| 1987 | It’s That Girl   | - Data premiery: wrzesień 1987 - Wytwórnie: Sire · WEA Records UK - Nośnik: VHS      |
| 1990 | She’s Breathless | - Data premiery: lipiec 1990 - Wytwórnie: Sire · WEA Records UK - Nośnik: VHS        |
| 1999 | Rays of Light    | - Data premiery: 1999 - Wytwórnie: Maverick · Warner Music UK - Nośnik: VHS          |
| 2001 | GHV2             | - Data premiery: listopad 2001 - Wytwórnie: Maverick · Warner Music UK - Nośnik: VHS |

## Single wideo
| Rok  | Tytuł                           | Informacje wydawnicze                                                                | Najwyższe pozycje na listach | Najwyższe pozycje na listach | Najwyższe pozycje na listach | Certyfikaty sprzedaży          |
| Rok  | Tytuł                           | Informacje wydawnicze                                                                | USA                          | AUS                          | UK                           | Certyfikaty sprzedaży          |
| ---- | ------------------------------- | ------------------------------------------------------------------------------------ | ---------------------------- | ---------------------------- | ---------------------------- | ------------------------------ |
| 1990 | „Justify My Love”               | - Data premiery: wrzesień 1990 - Wytwórnia: Warner Music Vision - Nośnik: VHS        | 2                            | –                            | –                            | - USA: 4× Platyna - AUS: Złoto |
| 1998 | „Ray of Light”                  | - Data premiery: czerwiec 1998 - Wytwórnia: Warner Music Vision - Nośnik: VHS        | 4                            | –                            | –                            |                                |
| 2000 | „Music”                         | - Data premiery: wrzesień 2000 - Wytwórnia: Warner Music Vision - Nośnik: DVD        | 3                            | –                            | 1                            | - USA: Złoto - UK: Złoto       |
| 2001 | „What It Feels Like for a Girl” | - Data premiery: kwiecień 2001 - Wytwórnia: Warner Music Vision - Nośniki: VHS · DVD | 2                            | 10                           | 1                            |                                |